# Équipe du Burkina Faso féminine de handball
L'équipe du Burkina Faso féminine de handball est la sélection nationale représentant le Burkina Faso dans les compétitions internationales de handball féminin.
La sélection est éliminée en quarts de finale des Jeux africains de 2015 à Brazzaville.